# Визенауэ
Визенауэ (нем. Wiesenaue) — община в Германии, в земле Бранденбург.
Входит в состав района Хафельланд. Подчиняется управлению Фризак.  Население составляет 777 человек (на 31 декабря 2010 года). Занимает площадь 46,74 км2.
Коммуна подразделяется на 4 сельских округа.

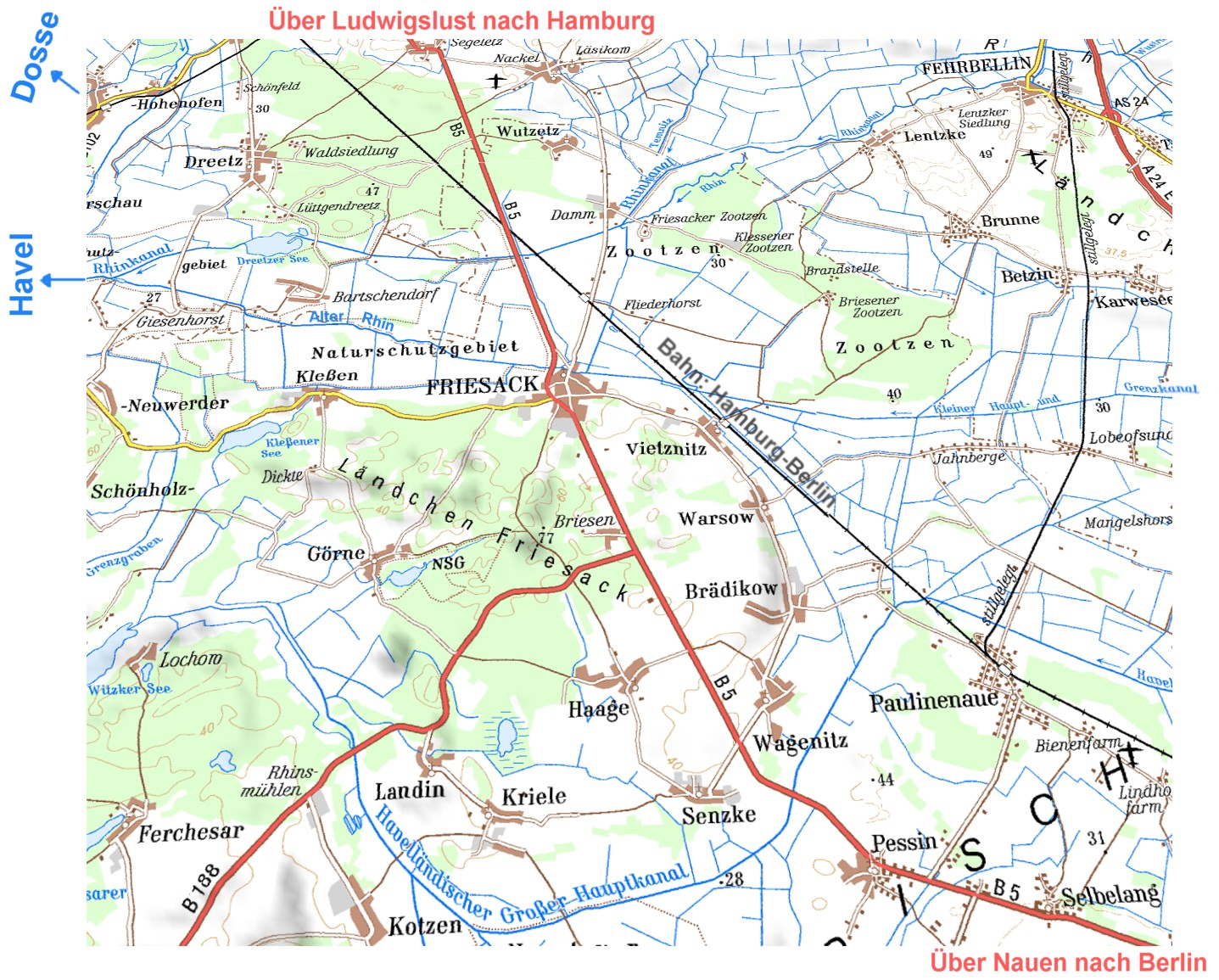
Визенауэ

| Год  | Население |
| ---- | --------- |
| 2005 | 804       |
| 2010 | 789       |